# Kešm
Kešm (perz. قشم) je otok smješten u Hormuškom tjesnacu odnosno iranskoj pokrajini Hormuzgan. Njegova površina procjenjuje se između 1445 i 1491 km² što ga čini najvećim otokom Irana i Perzijskog zaljeva. Od kopna je odvojen Horanskim ili Clarenceovim kanalom u kojem se nalaze prostrana močvarna područja i šume mangrova ispresjecane plimnim kanalima, a zbog bioraznolikosti objedinjeni su u nacionalni park Hara-je Horan čija je površina oko 400 km². Otok je prema procjeni iz 2010. godine imao 113.846 stanovnika, a njegovo najveće naselje jest istoimeni grad Kešm s 26.807 stanovnika. Na Kešmu se nalazi Zračna luka Dajrestan koja nudi tuzemne i regionalne letove.

## Poveznice
- Perzijski zaljev
- Popis iranskih otoka

## Vanjske poveznice
- (engl.)(perz.)(arap.) Službene stranice otoka Kešm
- (engl.)(perz.) Geopark Qeshm Island  Arhivirana inačica izvorne stranice od 1. srpnja 2012. (Wayback Machine)
- (engl.)(perz.) Qeshm Tourism  Arhivirana inačica izvorne stranice od 15. lipnja 2012. (Wayback Machine)

Ostali projekti
|  | Zajednički poslužitelj ima još gradiva o temi Kešm |